# Craugastor rugulosus
Craugastor rugulosus is een kikker uit de familie Craugastoridae. De soort werd voor het eerst wetenschappelijk beschreven door Edward Drinker Cope in 1870. Oorspronkelijk werd de wetenschappelijke naam Liyla rugulosa gebruikt en later werd de soort aan de geslachten Hylodes en Eleutherodactylus toegekend.
De soort komt voor in delen van Midden-Amerika en leeft endemisch in Mexico. De soortaanduiding rugulosus betekent vrij vertaald 'gerimpeld' en slaat op de rimpelige huid.